# FIBA EuroChallenge
La FIBA EuroChallenge va una competició de bàsquet per a clubs europeus, disputada des de l'any 2003 fins al 2015. A diferència de l'Eurolliga i la Copa ULEB era organitzada per la FIBA.
Fou creada l'any 2003 amb el nom de FIBA Europe League, arran de la ruptura de les relacions entre la FIBA i la ULEB. És continuadora, de les diverses competicions organitzades per la FIBA, com ara la Suproleague de l'any 2001 o la FIBA Champions Cup de l'any 2002.
L'any 2005, després d'apropar posicions la FIBA i la ULEB fou reanomenada amb el nom de FIBA EuroCup i a partir de l'any 2009 passà a anomenar-se FIBA EuroChallenge.
- 2003-04 a 2004-05 FIBA Europe League
- 2005-06 a 2007-08 FIBA EuroCup
- 2008-09 a 2014-15 FIBA EuroChallenge

La FIBA també organitzà la FIBA EuroCup Challenge, anomenada FIBA Europe Cup de 2003 a 2005.

## Historial
| Edició | Temporada | Data | Campió                    | Resultat | Finalista                | Seu        |
| ------ | --------- | ---- | ------------------------- | -------- | ------------------------ | ---------- |
|        |           |      | FIBA Europe League        |          |                          |            |
| I      | 2003-04   |      | UNICS Kazan               | 87 - 63  | Maroussi BC              | Kazan      |
| II     | 2004-05   |      | BC Dinamo Sant Petersburg | 85 - 74  | BC Kyiv                  | Istanbul   |
|        |           |      | FIBA EuroCup              |          |                          |            |
| III    | 2005-06   |      | Club Joventut de Badalona | 88 - 63  | BC Khimki                | Kíev       |
| IV     | 2006-07   |      | Akasvayu Girona           | 79 - 72  | Azovmaix de Mariúpol     | Girona     |
| V      | 2007-08   |      | Barons LMT                | 63 - 62  | Dexia Mons-Hainaut       | Limassol   |
|        |           |      | FIBA EuroChallenge        |          |                          |            |
| VI     | 2008-09   |      | Virtus Bologna            | 77 - 75  | Cholet Basket            | Bolonya    |
| VII    | 2009-10   |      | BG Göttingen              | 83 - 75  | Krasnye Krylia           | Göttingen  |
| VIII   | 2010-11   |      | KRKA                      | 83 - 77  | Lokomotiv Kuban          | Oostende   |
| IX     | 2011-12   |      | Beşiktaş Milangaz         | 91 - 86  | Elan Chalon              | Debrecen   |
| X      | 2012-13   |      | Krasnye Krylia            | 77 - 76  | Pınar Karşıyaka          | Esmirna    |
| XI     | 2013-14   |      | Grissin Bon Reggio Emilia | 87 – 75  | Triumph Lyubertsy        | Bolonya    |
| XII    | 2014-15   |      | JSF Nanterre              | 83 – 80  | Trabzonspor Medical Park | Trebisonda |